# The Songs of Distant Earth
The Songs of Distance Earth er Mike Oldfields 16. album udgivet i 1994. Det bygger på en science fictionroman (ikke på dansk) af forfatteren Arthur C. Clarke. I de fleste CD-udgivelser medfølger der et forord af netop Arthur C. Clarke.

## Trackliste
001  In The Beginning 

002  Let There Be Light

003  Supernova

004  Magellan

005  First Landing

006  Oceania

007  Only Time Will Tell

009  Prayer For The Earth

010  Lament For Atlantis

011  The Chamber

012  Hibernaculum

013  Tubular World

014  The Shining Ones

015  Crystal Clear

016  The Sunken Forest

017  Ascension

018  A New Beginning